# ISO.WV
ISO.WV — контейнер для зберігання аудіо без втрат (англ. lossless) разом з додатковими матеріалами (обкладинками, фотографіями, текстами…) в одному файлі формату ISO заснований на недокументованих можливостях декодеру та формату ISO 9660. В даному випадку аудіо-потік кодується кодеком WavPack, хоча є можливість окрім нього використовувати й інші: Monkey's Audio та FLAC (з численними обмеженнями, офіційний декодер не розпізнає аудіо-доріжку у ISO-контейнері). Саме ISO.WV стає форматом де-факто нелегального обміну музикою без втрат у мережі, поступово витісняючи „тандем“ FLAC+CUE.

## Використання

### Прослуховування та запис у форматі AudioCD
Правильно оформлений файл ISO.WV програється без проблем аудіоплеєром foobar2000, розпізнаються окремі композиції, зображення обкладинки альбому. При наявності в системі декодера, Windows Media Player може відтворювати такі файли, але не розпізнаючи окремі композиції, такі ж проблеми має і Media Player Classic.

Для перегляду додаткових матеріалів, контейнер слід змонтувати в систему через віртуальний DVD-пристрій (за допомогою Daemon Tools чи іншого емулятора). Файловий менеджер FAR може переглядати вміст ISO-контейнера без додаткового програмного забезпечення.

Хоч вихідний файл і є файлом стандарту ISO 9660, але він не є готовим для запису AudioCD. Тому для запису аутентичного аудіо-диску, неохідно дотримуватися інструкції („ручний“ варіант):
- файл завантажується в foobar2000;
- всі (чи тільки потрібні) треки виділяються;
- контекстне меню: Convert → …;
- Output format — WAV, після чого підтверджуємо свій вибір і чекаємо закінчення розархівації.

На виході ми отримаємо декілька файлів формату WAV PCM 16 біт/44,1 КГц, які вже є придатними для запису в режимі AudioCD.

### Створення контейнеру
Для створення контейнеру ISO.WV потрібно мати:
- один файл формату WAV PCM (чи будь-який інший формат зберігання аудіо-даних без втрат);
- CUE-мапу (вона містить назви треків, інтервали звучання та стартові позиції);
- EAC LOG — лог-файл отриманий після „видерання“ даних з AudioCD (опціонально);
- обкладинки, тексти, фото… (опціонально).

Спершу треба ковертувати файл у формат WavPack. Наступним кроком буде інтеграція CUE та EAC LOG в *.wv файл.

Найпростіше це буде зробити в foobar2000: Properties → вкладка Metadata → додати поле «LOG», в яке і копіюється EAC лог-файл;
 для CUE-мапи: Utils → Edit Cuesheet, Enable embedded cue sheet on this file → Load… (обираємо отриману після „ріпу“ EAC'ом CUE-мапу).
Після цього цей файл, разом з CUE-мапою (в якій виправлений тип файлу з WAV на WV) та додатковими матеріалами переміщуються в окрему теку, після чого весь вміст якої формує ISO-образ (що можна виконати, наприклад, програмою UltraISO). Важливо, щоб *.wv-файл мав найвищий пріоритет при створенні ISO-контейнеру!

Після даних маніпуляцій отриманий *.iso перейменовується в *.iso.wv і знову повторюється процедура прописування CUE-мапи та EAC лог-файлу.